# Túi giao tử cái

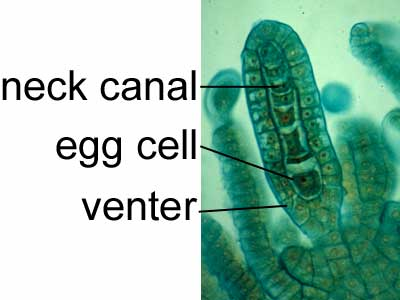
Biểu đồ giải phẫu túi giao tử cái

Một túi giao tử cái, hay còn gọi là túi trứng, là một cấu trúc hoặc cơ quan đa bào của pha thể giao tử ở một số loài thực vật nhất định, sản sinh và chứa đựng noãn hay còn gọi là giao tử cái. Cơ quan đực tương ứng được gọi là túi giao tử đực. Túi giao tử cái có một ống hình cổ dài và một cái đáy phình ra. Túi giao tử cái thường nằm ở bề mặt tản cây, mặc dù ở các loài rêu sừng chúng bị ẩn vào trong.

## Rêu
Ở rêu và các loài thực vật hoa ẩn khác, tinh trùng đi đến túi giao tử cái bằng cách bơi trong màng nước, trong khi đó ở các loài thông và thực vật có hoa, phấn hoa được đưa đến nhờ gió hoặc động vật giúp thụ phấn và tinh trùng được chuyển đến thông qua đường ống phấn.

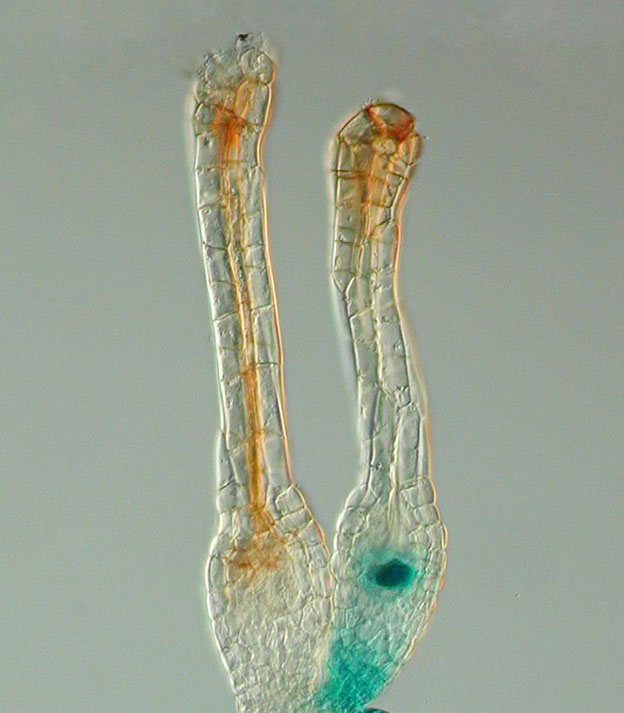
Gene expression pattern determined by histochemical GUS assays in Physcomitrella patens

## Thực vật hạt trần
Túi giao tử cái bị tiêu biến nhiều và ẩn ở trong thể đại giao tử của thực vật hạt trần. Thuật ngữ này không được sử dụng cho các loài thực vật có hoa hay Lớp Dây gắm trong đó có chi Gnetum và Welwitschia bởi vì thể đại giao tử bị tiêu biến thành chỉ còn một vài tế bào, một trong số đó biệt hóa thành tế bào trứng. Chức năng bao bọc xung quanh giao tử được cho là phần lớn thuộc về các tế bào lưỡng bội đại bào tử bên trong noãn. Thực vật hạt trần có túi giao tử cái hình thành sau khi thụ phấn bên trong quả thông.